# Christine Kühlenthal

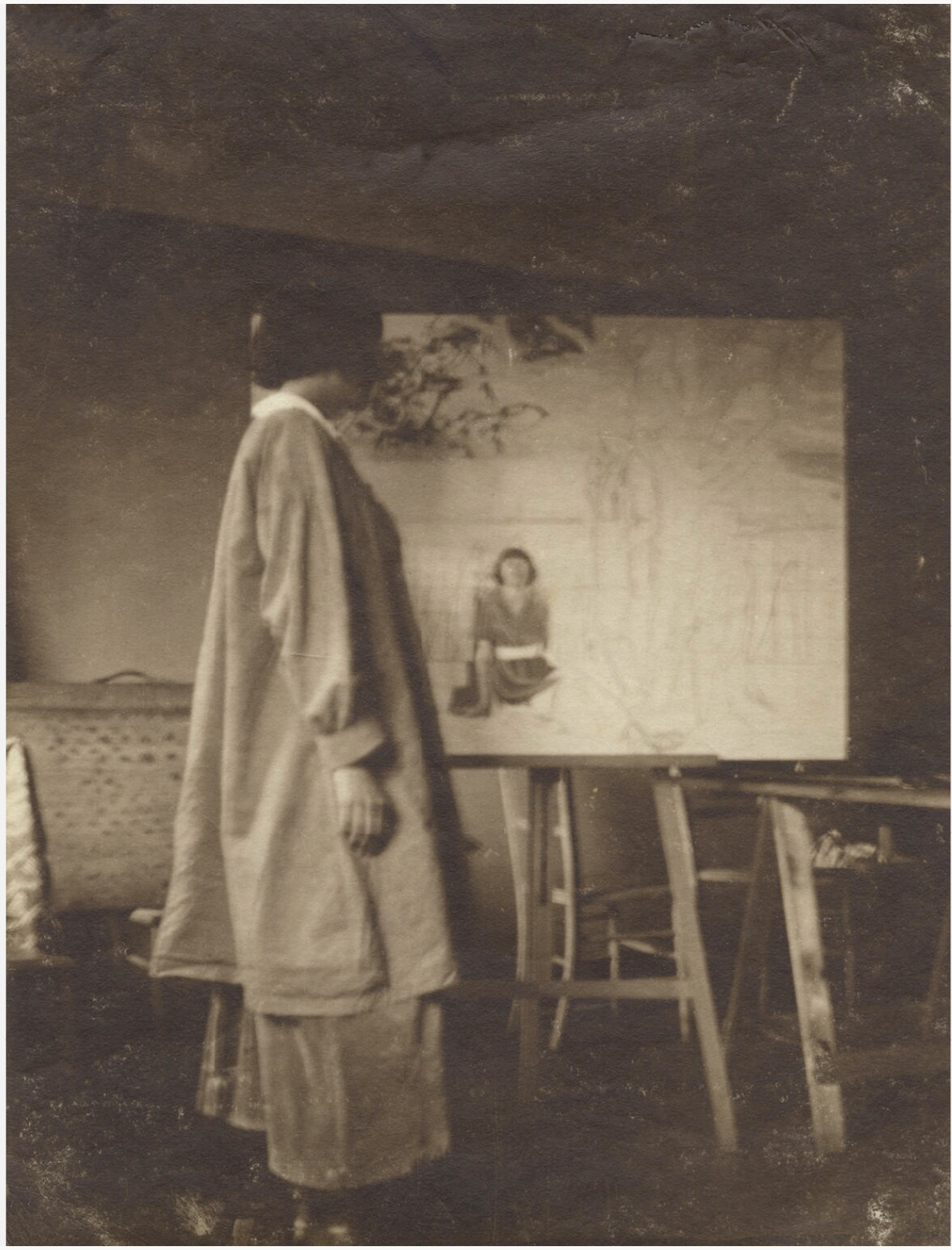
Christine Kühlenthal, 1914

Dorothy Christine Kühlenthal (* 29. Januar 1895; † 8. November 1976) war eine britische Künstlerin deutscher Herkunft. Sie war mit dem Maler John Northcote Nash verheiratet und ist vor allem für ihre Porträts und Zeichnungen bekannt.

## Leben
Christine Kühlenthal wurde 1895 geboren, einziges Kind des Apothekers William Henry Kühlenthal aus Gerrards Cross. Über ihre Ausbildung und ihre ersten künstlerischen Schritte ist wenig dokumentiert. Sie heiratete den britischen Künstler John Northcote Nash, Bruder des bekannten Malers Paul Nash. Christine Kühlenthal war in der britischen Kunstszene der ersten Hälfte des 20. Jahrhunderts sowohl als Künstlerin als auch als Modell und Muse präsent. Sie starb 1976.

## Werk
Das künstlerische Werk von Christine Kühlenthal umfasst vor allem Porträts und Zeichnungen. Ihre Arbeiten zeigen häufig weibliche Figuren in ruhigen, kontemplativen Posen. Zu ihren bekanntesten Werken zählen Seated Lady with Cat, Lady with Parasol und Female Nude. Ihre Arbeiten wurden unter anderem in der Towner Art Gallery in Eastbourne ausgestellt, zuletzt 2021 in der Ausstellung John Nash: The Landscape of Love and Solace.

## John Nash und Christine Kühlenthal

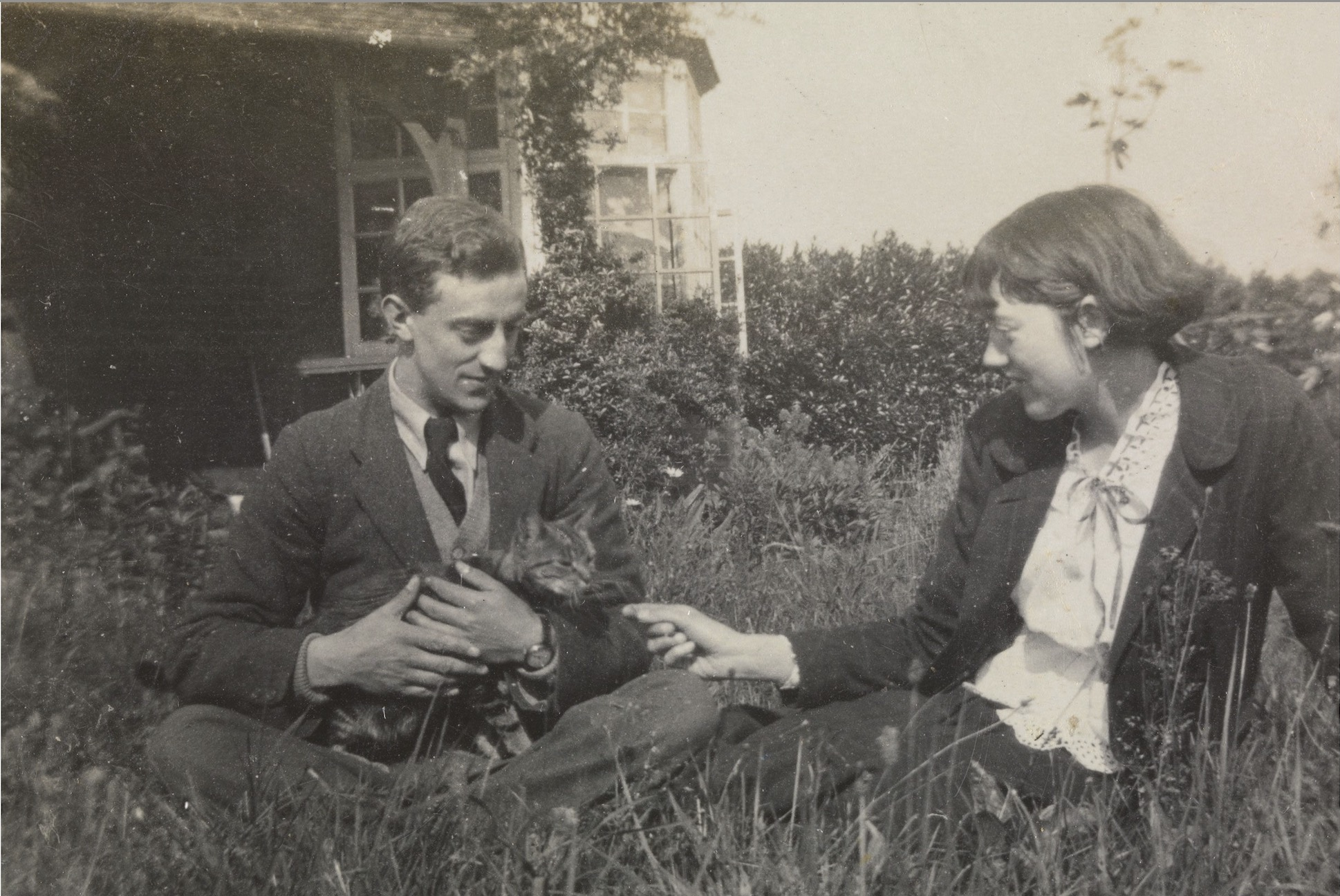
Christine Kühlenthal und John Nash kurz vor seiner Abreise nach Frankreich

John Northcote Nash (1893–1977) war ein britischer Maler und Grafiker, der für seine Landschaftsmalerei und als Kriegskünstler im Ersten Weltkrieg bekannt wurde. Christine Kühlenthal (1895–1976) war seine Ehefrau und lebenslange Partnerin. John Nash und Christine Kühlenthal heirateten am 30. Mai 1918 in Gerrards Cross, Buckinghamshire, während Nash als Soldat im Ersten Weltkrieg diente. Ihre Beziehung begann etwa 18 Monate vor der Hochzeit. Sie einigten sich auf eine offene Ehe, die so genannte „outside loves“ erlaubte, bei denen beide Partner Beziehungen zu anderen Personen eingingen. Diese Vereinbarung bestand während der gesamten 58 Jahre ihrer Ehe.
Während des Krieges korrespondierten die beiden regelmäßig. Christine schrieb liebevolle Briefe, in denen sie alltägliche Erlebnisse und Erinnerungen teilte. Nash antwortete mit Beschreibungen seiner Erlebnisse an der Front und seiner Zuneigung. Am 25. Dezember 1917 bewarb sich Nash beim britischen Kriegsministerium als offizieller Kriegskünstler. Fünf Tage später nahm er an einem Angriff in der Nähe von Marcoing teil, bei dem viele seiner Kameraden fielen. Kurz darauf erhielt er Heimaturlaub und kehrte zu Christine zurück. Trotz ihrer offenen Beziehung erlebten sie emotionale Herausforderungen. Christine hatte Beziehungen zu beiden Geschlechtern, Nash zu Frauen, darunter Ehefrauen von Künstlerkollegen und jüngere Frauen, die Christine „Dolls“ nannte. Diese Beziehungen führten zu Eifersucht und Spannungen, besonders wenn Nash unglücklich schien.
1935 erlitt das Ehepaar einen schweren Verlust, als ihr vierjähriger Sohn William bei einem Autounfall ums Leben kam. Christine saß am Steuer, als William aus dem Auto stürzte. Auch Nash litt unter Depressionen, die durch die familiären Probleme und die Kriegserlebnisse ausgelöst wurden. Trotz dieser Schwierigkeiten hielt ihre Beziehung bis zu Christines Tod im Jahr 1976. Ihre Partnerschaft war geprägt von gemeinsamen Interessen an Kunst und Musik und einer tiefen emotionalen Verbundenheit. Christines Unterstützung trug wesentlich zu Nashs künstlerischer Karriere bei.